# ストリート・オブ・シムシティ
ストリート・オブ・シムシティ（Streets of SimCity）は、マクシス（Maxis、現在はエレクトロニック・アーツに買収）から1997年に発売されたドライビングシミュレーター。
3Dで描かれた街を舞台に、武装車同士の激しい戦いを扱ったバトルレース。スポーツカー、アメリカンクラシックカー、トラックなど5種類の車種から選択し、ミサイル・ランチャー、マシンガン、煙幕弾などの様々な武装を施して相手ドライバーと戦っていく。CPU対戦の他、インターネットを通して最大8人までの同時対戦も可能。エディタ機能で独自のコースを造ることもできる。
シムシティ2000で作成した都市マップを、自動車で走ることができる3Dゲーム。シムシティー64では、標準で搭載されていた機能だが、このゲームそのものではない。
ゲームは5つのシナリオから構成され、車同士の戦闘、荷物の配達、レースなどが楽しめる。また、ユーザー自身がシムシティ2000で作った都市データを読み込むことができ、レース用のコースを付属のエディタで作ることもが出来る。ネットワークを通じた対戦も可能。